# Evropské sociální fórum
Evropské sociální fórum (European Social Forum, dále ESF) je každoroční konferencí pořádanou „alter-globalizačním“ hnutím, které zahrnuje sociální a odborová hnutí, nevládní organizace apod. Jedná se tedy o setkání různorodých společenských skupin, v jehož rámci jsou řešeny aktuální otázky evropské i globální.

## Uskutečněná fóra
První sociální fórum na evropské úrovni (existuje i Světové sociální fórum – World Social Forum) se odehrálo v listopadu roku 2002 ve Florencii. Heslem bylo: „Proti válce, rasismu a neoliberalismu“. Z tohoto sloganu lze odvozovat alespoň zhruba proklamovanou povahu celého názorově roztříštěného mixu, které se konferencí účastní, i když jsou uvedeny pouze některé z významných aspektů.
Druhé ESF se konalo v listopadu 2003 v Paříži, třetí v roce 2004 v Londýně, čtvrté v květnu 2006 v Aténách a pátý ročník v září 2008 ve švédském Malmö.
Šesté ESF hostil v červnu 2010 Istanbul.